# Thomas Percy (poeta)
Thomas Percy (nato Piercy; Bridgnorth, 13 aprile 1729 – Dromore, 30 settembre 1811) è stato un poeta, antiquario e religioso inglese.
Al suo nome sono legati sia un famoso manoscritto contenente antiche poesie e ballate popolari, sia una raccolta di ballate (basata in parte sul citato manoscritto) che rappresenta, in epoca preromantica una delle prime sillogi di tale genere, e che ebbe un'influenza enorme sul Romanticismo inglese, su Sir Walter Scott e, in ultimo, per la raccolta canonica di Francis James Child, le Child Ballads.

## Biografia
Thomas Piercy nacque a Bridgnorth nella contea inglese dello Shropshire, il 13 aprile 1729, figlio di Arthur Lowe Piercy, agiato droghiere e tabaccaio e più tardi balivo (bailiff) della cittadina, e di Jane Nott.
Sin da ragazzo manifestò un interesse vivissimo per i racconti di Cavalleria e per altri argomenti che riportassero al passato; ciò gli formò un precoce gusto letterario, e si dice che all'età di 17 anni avesse già accumulato una biblioteca di quasi 300 volumi (un'autentica enormità per quel tempo).
Allievo della Newport School, nel 1746, cioè sempre all'età di 17 anni, vinse un'esibizione pubblica presso il Christ Church College di Oxford; nel 1750 divenne Bachelor of Arts e tre anni dopo, nel 1753, fu ordinato sacerdote anglicano e ottenne il titolo di Master of Arts. Gli fu assegnata la parrocchia di Easton Maudit, nel Northamptonshire, di cui prese possesso nel 1756, divenendo nel contempo rettore del collegio di Wilby e mutando leggermente la grafia del cognome in Percy (probabilmente come vezzo per renderla identica a quella di una delle più nobili famiglie scozzesi presente in diverse ballate tradizionali, tra le altre cose).
A quegli anni risale la sua amicizia con il poeta William Shenstone.
Thomas Percy sposò nel 1759 Anne Gutteridge, che aveva incontrato nel 1757. Rimasero sposati per 47 anni, fino alla morte della donna, nel 1806; ebbero sei figli (cinque femmine e un maschio). Tre figlie morirono in giovanissima età e l'unico figlio maschio poco prima dell'esame di maturità.
In seguito, Percy divenne cappellano del re Giorgio III) e, nel 1778, fu nominato diacono di Carlisle. Dal 1782 al 1811 fu vescovo della Chiesa anglicana di Dromore (fu nominato il 17 aprile e consacrato il 26 maggio 1782).
Thomas Percy morì il 30 settembre 1811 a Dromore (Irlanda) all'età di 82 anni.

### IlPercy Folio
Nel 1755 un suo amico, Humphrey Pitt, che aveva una casa nelle campagne circostanti, gli vendette per pochi soldi uno squinternato volume di enormi dimensioni, un in folio manoscritto che i domestici della casa avevano in grossa parte rovinato strappandone le pagine, totalmente o parzialmente, per accendere il camino. Percy, con le sue conoscenze già approfondite, si era accorto che il volume conteneva una raccolta (anonima) di ballate ed altre poesie popolari, scritte in una calligrafia piuttosto strana e irregolare, ma che non fu arduo individuare come proveniente circa dalla metà del XVII secolo. Tale manoscritto, da allora celebre semplicemente come Percy Folio, forma una delle basi storiche intangibili per lo studio e la catalogazione delle folk ballads angloscozzesi; alcune Child Ballads sono testimoniate esclusivamente da esso, come ad esempio Sir Aldingar.

### LeReliques Of Ancient English Poetry
Entusiasmato e ispirato dalla scoperta, il Percy, spinto anche da Samuel Johnson con cui aveva iniziato una fitta corrispondenza informandolo di ciò che aveva trovato, iniziò nello stesso anno 1756 a compilare l'opera per la quale è più noto, le Reliques Of Ancient English Poetry, pubblicate in tre volumi. Concepite inizialmente come semplice edizione del manoscritto, ben presto si trasformarono in una raccolta di ballate "popolari" sulle quali il Percy, con il suo gusto letterario, intervenne non poco per "migliorarne" la qualità poetica secondo. Dal punto di vista della filologia moderna si tratta senz'altro di un'aberrazione, ma è necessario tenere conto dei diversi canoni del tempo. Sullo stesso manoscritto in folio sono tuttora visibili le annotazioni prese dal Percy, e intere righe originali modificate e, a volte, cancellate. La stesura definitiva ebbe inizio nel 1761, e la pubblicazione avvenne nel 1765 ottenendo una risonanza enorme e procurando al Percy una fama che gli permise addirittura di fondare una sorta di "cerchia antiquaria" della quale fecero parte Richard Farmer e Thomas Warton.
L'influenza delle Reliques (o, come vengono comunemente chiamate, Percy's Reliques) fa della data della sua pubblicazione, il 1765, una pietra miliare nella letteratura inglese. I primi romantici inglesi e veri fondatori del movimento, William Wordsworth e Samuel Coleridge, dichiararono a più riprese che la lettura delle Reliques li aveva ispirati totalmente per la composizione delle Lyrical Ballads, e la cosa è pienamente avvertibile anche nel capolavoro della raccolta, la Ballata del vecchio marinaio. Le Reliques del Percy contribuirono in modo decisivo alla formazione di un gusto e di un ambiente che, con la riscoperta delle radici popolari medievali, portarono diritti al Romanticismo. Non è esagerato affermare che senza le Percy's Reliques (il cui influsso si fece sentire assai anche sul linguaggio poetico, specialmente con l'immissione di termini genuini arcaici scomparsi da tempo dall'uso), il Romanticismo inglese avrebbe assai ritardato la sua comparsa.
In seguito, con l'affinamento della tecnica filologica, il metodo del Percy e i suoi pesanti ed arbitrati interventi sul testo (un esempio, famoso, per tutti: quello di Edward, Child #13, di cui il Percy arrivò a "arcaizzare" arbitrariamente persino la grafia, con spellings falsamente antichi tipo quhy per why o zour per your) furono oggetto di pesanti e giustificate critiche, specialmente da parte del Child; ciononostante, lo stesso Child dovette per molte ballate continuare a basarsi, pur con le mille avvertenze da rigoroso filologo qual era, sull'opera del Percy.

### Altre opere
L'opera del Percy non si ferma qui. Di carattere tutt'altro che cupo e fumoso, come il suo ministero e i suoi studi potrebbero far credere, era capace di restare barricato per mesi quando si sentiva in a studious mood (per usare le sue parole), mentre quando si sentiva in a gay mood (sempre parole sue) era un compagnone e un avvenente donnaiolo. Nel 1758, assieme all'amico poeta James Grainger, pubblicò una versione inglese delle elegie del poeta latino Tibullo; per la Collection of Poems by Several Hands di Robert Dodsley, pubblicata tra il 1748 e il 1758, scrisse O Nancy, che il poeta nazionale scozzese, Robert Burns, ebbe a definire the most beautiful Ballad in the English language. La poesia è usualmente ritenuta un omaggio alla sua fidanzata Anne Gutteridge.
Thomas Percy è autore di un'altra cospicua serie di opere: tradusse (dal portoghese) il romanzo cinese Hau Kiou Choaan, pubblicato nel 1761; una serie di racconti incentrati sulle figure di vedove, The Matrons (1762); Five Pieces of Runic Poetry (1763, traduzioni libere dall'islandese) ed un'interpretazione del Nuovo Testamento, A Key to the New Testament (1765).